# Порнопародия

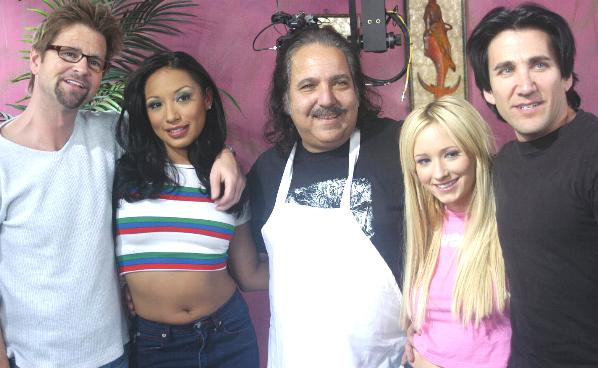
Джефф Маллен, Жасмин Бирн, Рон Джереми, Хиллари Скотт и Скотт Дэвид на съёмках фильма «Не Брэдис ХХХ», 5 декабря 2006

Порнопародия — поджанр порнографической киноиндустрии, в котором основой для сюжета является пародия на популярное телевизионное шоу, художественный фильм, общественного деятеля, видеоигру или литературные произведения. Поджанр также включает в себя пародию на исторические или современные события, такие как политические скандалы. Поджанр получил признание индустрии для взрослых в такой степени, что крупные награды в этой категории присуждаются такими организациями, как AVN и XRCO.

## Истоки
pornparody.com — веб-сайт, посвящённый обзору порно-пародий, цитирует пародию на Бэтмена «Bat Pussy» (1970) как, возможно, самый ранний известный порнографический фильм-пародию. Название, которое также совпадает с немецким короткометражным анимационным фильмом 1973 года «Белоснежка и семь извращенцев». Поджанр начал развиваться в 1990-х годах, испытывал всплеск популярности в 2000-х и 2010-х годах. Произведения Уильяма Шекспира использовались в качестве источника вдохновения, названия включают «Гамлет: Ради любви Офелии» и «Отелло 2000».

## Типы
В 2002 году вышел фильм «Бритьё интимных мест Райана» с участием актёра, ставшего аналитиком информационной безопасности Джеффа Бардина. В фильме задокументированы порнофильмы, пародирующие классические голливудские фильмы. Были созданы порно-пародии на ситкомы, такие как «Кто здесь босс?» и «Парки и зоны отдыха», фильмы ужасов и драмы, такие как «Эдвард Руки-ножницы» и «Молчание ягнят», научно-фантастические блокбастеры и боевики, такие как «Звёздные войны» и «Мстители», а также на исторические драмы, такие как «Аббатство Даунтон» под названием «Вниз на Эбби». Жанр включает в себя как гетеросексуальные, так и гомосексуальные версии, такие как «гей-порно-пародия» на реалити-шоу «Утиная династия». Пародии также включают постановки, не связанные с историей или конкретным событием, такие как несколько пародий, в которых фигурирует персонаж, похожий на Сару Пэйлин.

## Продакшн
В некоторых пародиях используется, к примеру, CGI. Один рецензент фильма прокомментировал, что костюм конкретного персонажа комиксов в порно-пародии был «лучшей версией» того, что использовался в основном фильме.

## Отзывы
Журналист и автор Чарли Джейн Андерс написала, прежде чем вести блог на эту тему: «Я и не подозревала, как много существует порно—пародий — и насколько оскорбительны большинство из них на самом деле».

## Вымышленная порнография
Вымышленная порнография иногда используется для сюжета или юмора в основных фильмах и на телевидении. В «Друзьях» сестра-близнец Фиби снялась в роли Баффи, вампирского слоя среди прочих. Линдси в «Два с половиной человека» сыграла главную роль в «Булочках с корицей».